# Tony Alexander
Anthony Alan Alexander (8 tháng 2 năm 1935 – 9 Tháng 10 năm 2013) là một cầu thủ bóng đá người Anh thi đấu ở Football League cho Reading ở vị trí tiền đạo.
Alexander cũng thi đấu cho Yeovil Town, Crystal Palace và Bedford Town.